# 柠檬
柠檬（学名：Citrus × limon）为芸香科柑橘属的一种，是原产于亚洲的常绿小乔木，其果实为黄色椭圆状。

## 形态及特征
常绿灌木或小乔木。枝上少刺或近于无刺。叶卵形或椭圆形，厚纸质，具线形叶翼，长8-14厘米，宽4-6厘米，顶部通常短尖，边缘有明显钝裂齿；嫩叶及花芽为紫红色。花单生或少量（3~6朵）簇生或组成总状花序；花萼杯状，4-5浅齿裂；花瓣长1.5-2厘米，外面淡紫红色，内面白色；略有香味；常有单性花，即雄蕊发育，雌蕊退化；雄蕊20-25枚或更多；子房近筒状或桶状，顶部略狭，柱头头状。果实为椭圆形或卵形的柑果，两端狭，顶部通常较狭长并有突尖；果皮厚，黄色，通常粗糙，有蜡质光泽，难剥离，富含柠檬香气的油点；果肉极酸；瓢囊8-11瓣，汁胞淡黄色，果汁酸至甚酸。种子小，卵形，端尖；种皮平滑，子叶乳白色，通常单或兼有多胚。花期4-5月，果期9-11月。
柠檬果皮含黄酮类化合物：芸香苷（即维生素P）、香葉木苷（也称柠檬素）等。柠檬花、叶及果皮中的挥发性芳香油含多种萜烯类氧化衍生物，如醇、醛、酮、酯等类，其中以果皮含的右旋柠烯最多，占果皮中油量的90%，其次为甲基庚烯酮、松油醇及凝固性的柠檬油素等。种子含柠檬苦素。

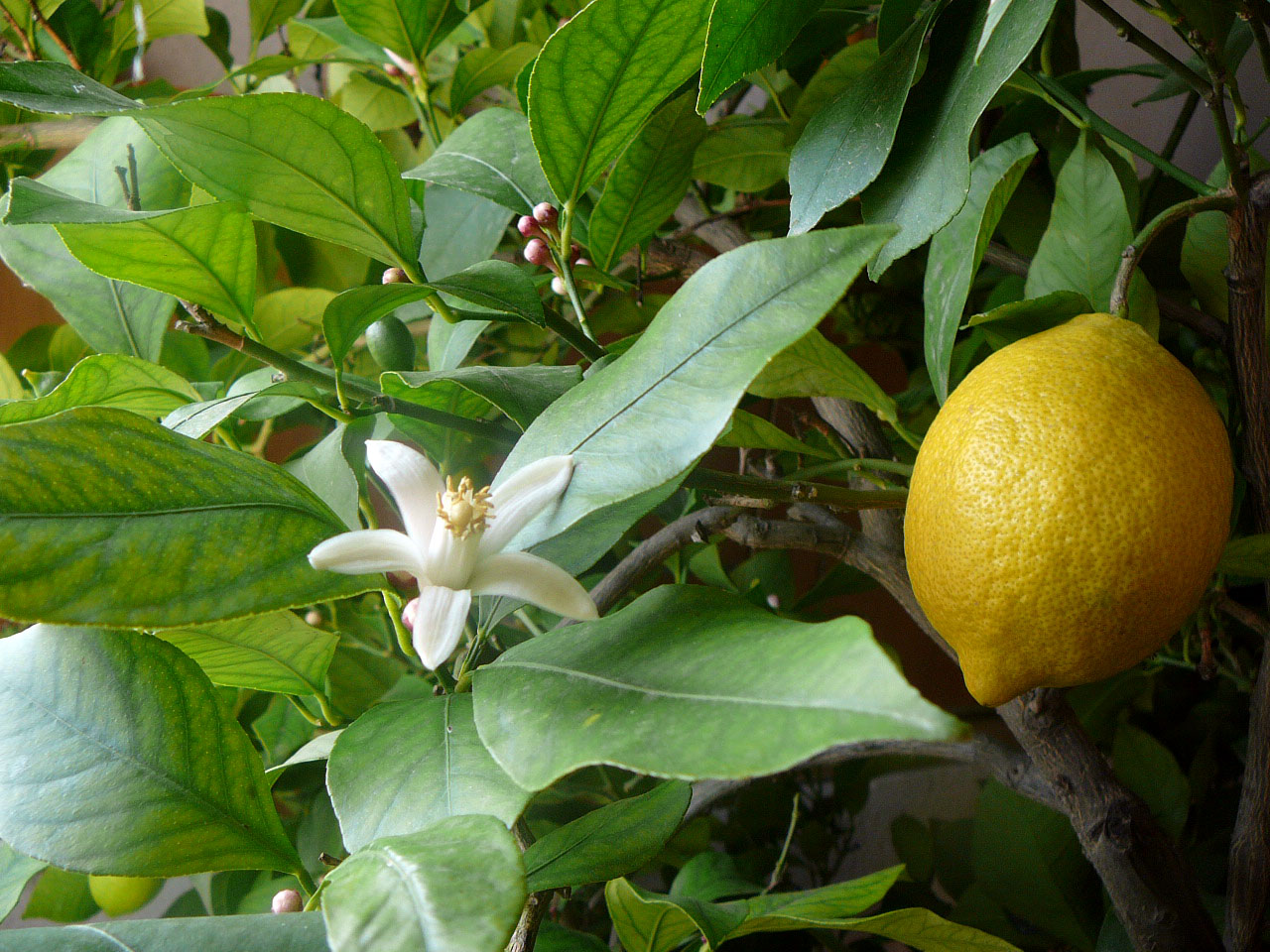
柠檬树、花、果
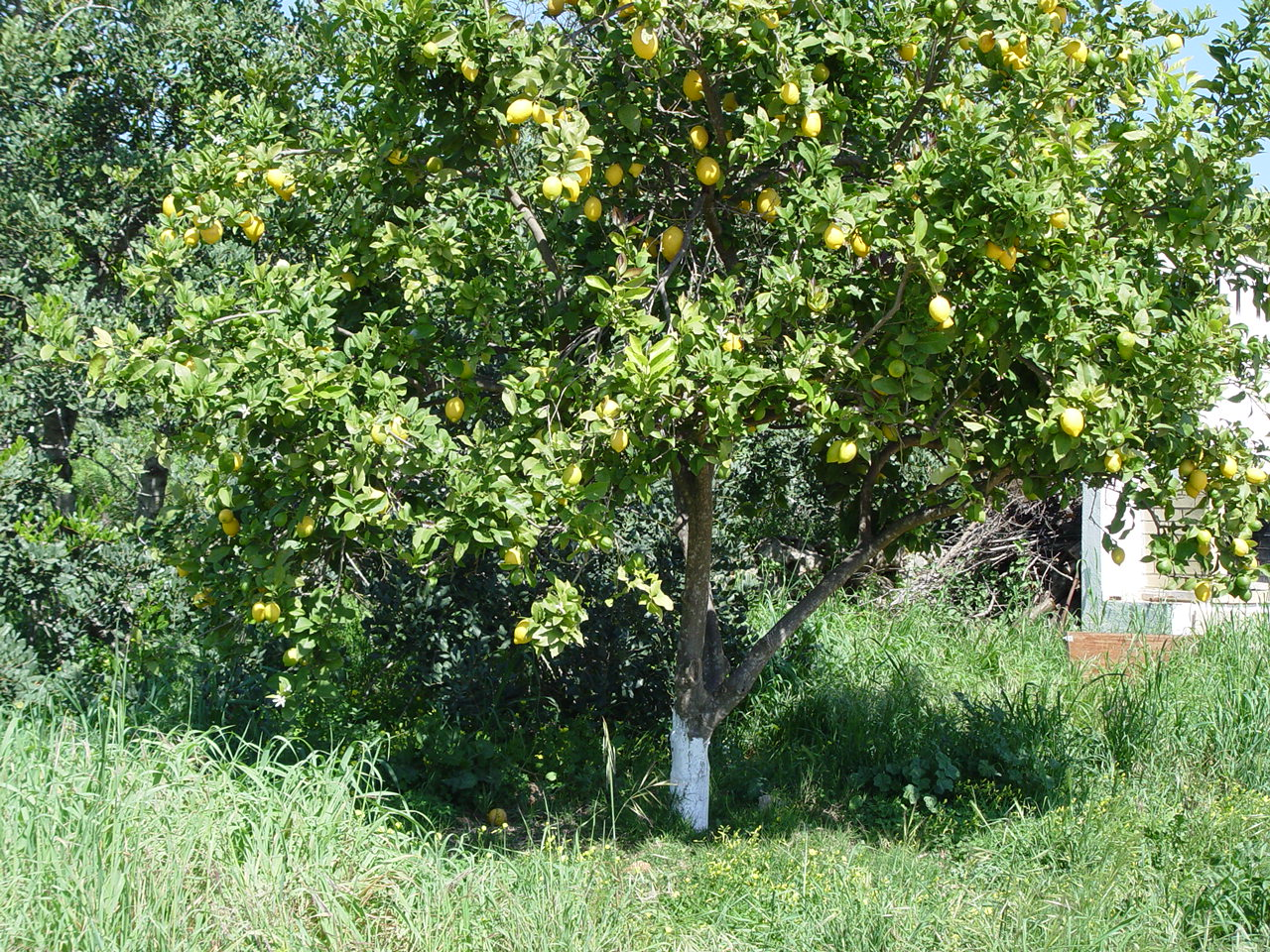
柠檬树
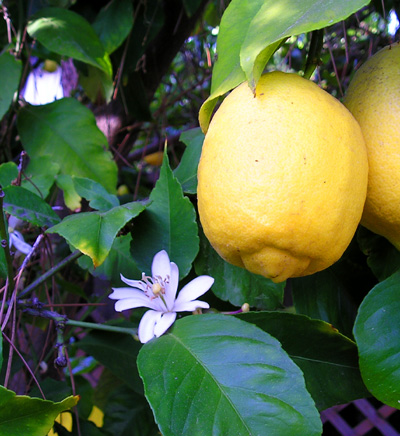
柠檬叶与果
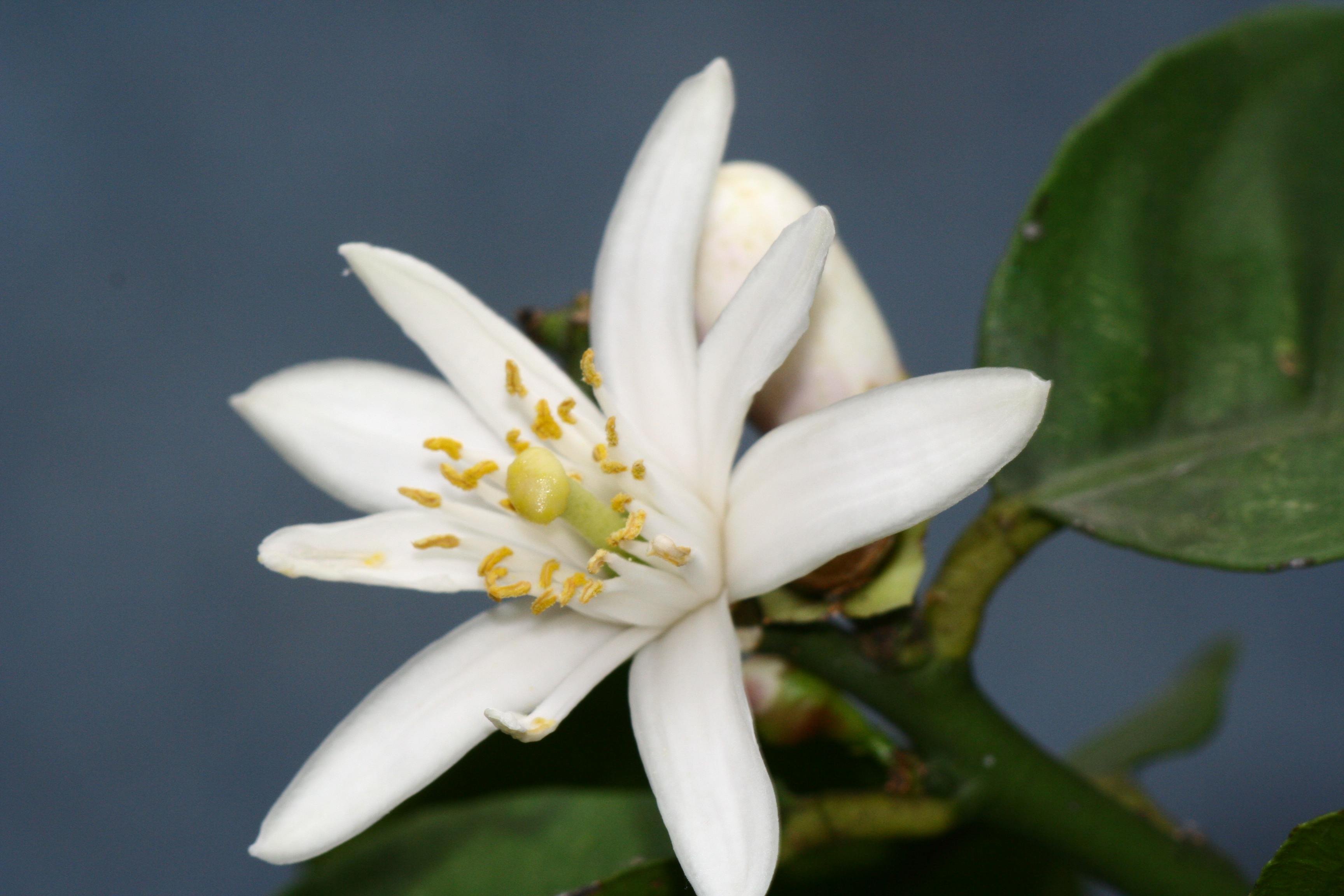
柠檬花
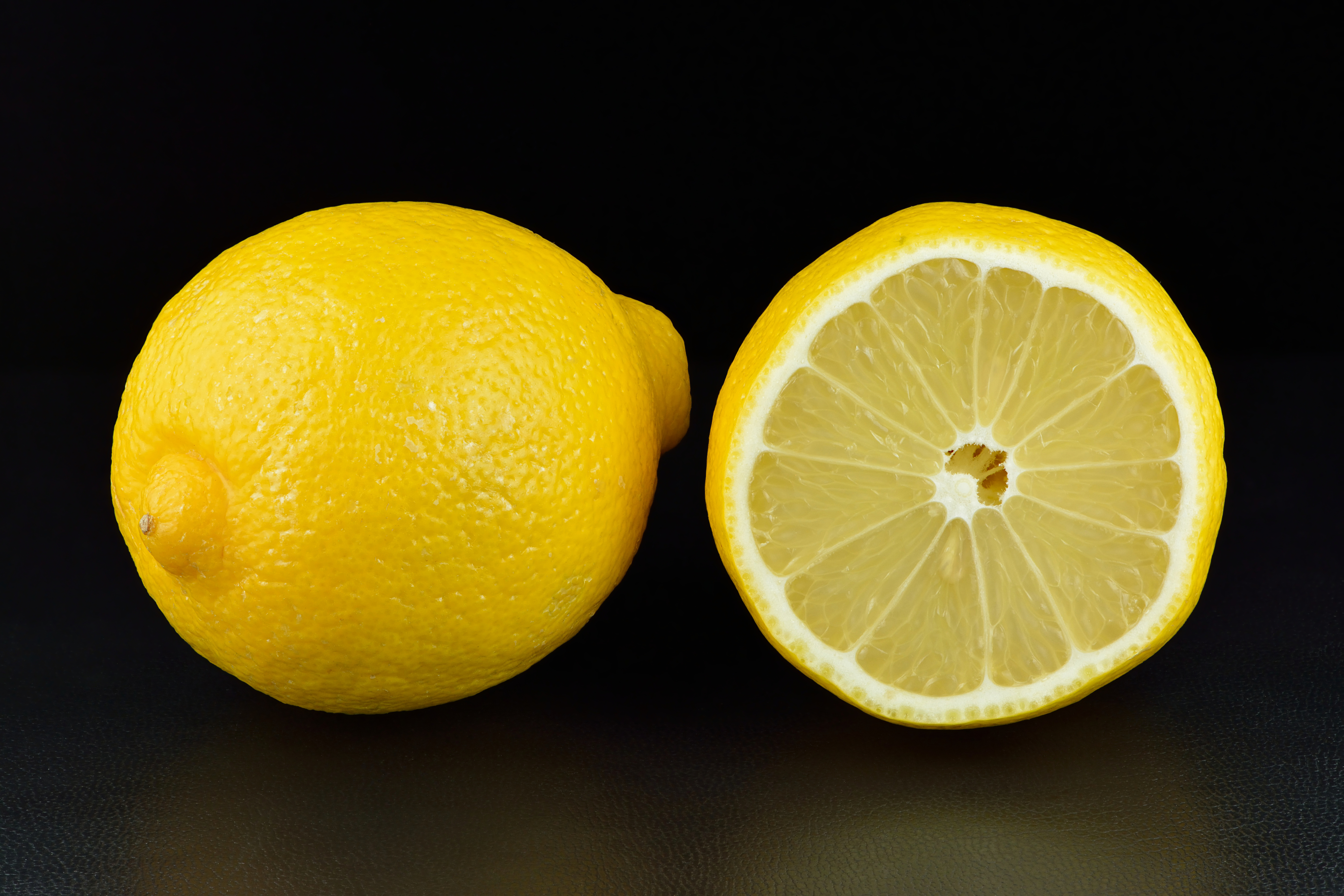
柠檬果
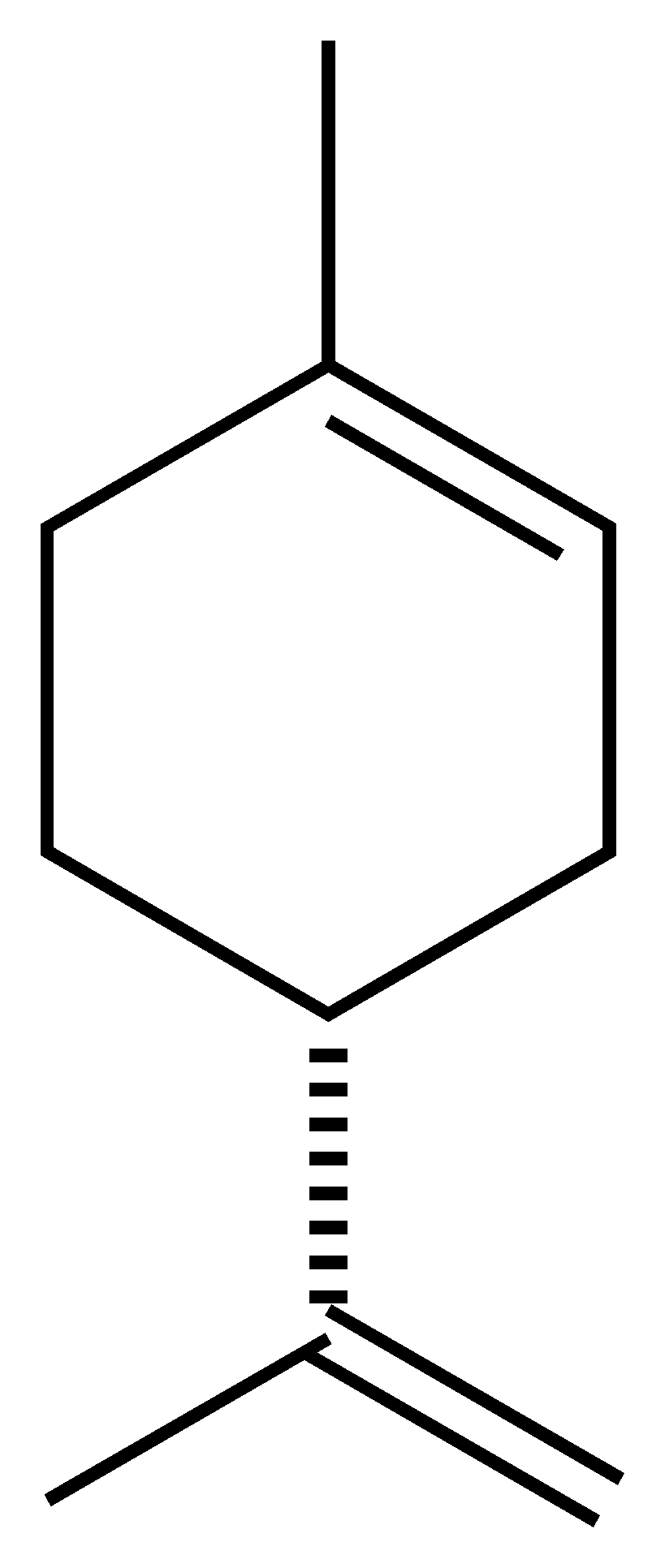
檸烯

## 栽培与生产

### 历史
柠檬的起源成谜，普遍认为其源自于亚洲区域，印度或中国。2001年Gulsen和Roose基于简单重复序列间多态性和同工酶，分析了柠檬及其它多种柑橘属植物的遗传多样性和亲缘关系，分析研究结果认为，柠檬的基因组成分主要来自枸橼，但橘和柚子也对柠檬的血统有所贡献。。此后，多项基于高通量基因组测序手段的更新研究也都支持了Gulsen和Roose 2001年的结论，表明柠檬可能来源于三个柑橘属物种的多次杂交，母系亲本为橘和柚子的第一代杂交（F1），另一亲本为枸橼。
根据犹太历史学家弗拉维奥·约瑟夫斯的记载，在公元前90年代耶路撒冷的犹太人在某一节日上会对犯下错误的牧师扔掷柠檬，虽然犹太人传统上是使用枸橼而非柠檬。古罗马时期，在不晚于公元1世纪时柠檬就从意大利南部进入欧洲，但是当时对柠檬的培养并没成功。在公元7世纪左右柠檬被先后引入到波斯、伊拉克与埃及。柠檬第一次出现在文字记载中是在10世纪的一部关于农业的阿拉伯语的著作中，那时柠檬也被用作园艺植物来装饰伊斯兰园林。在1000年至1150年间，柠檬在阿拉伯世界与地中海地区被广泛地运输。
柠檬在欧洲从15世纪中期的意大利城市热那亚开始得到种植，1493年克里斯托弗·哥伦布将柠檬种子带到了海地島，这也使柠檬传到了美洲。西班牙人对新世界的征服过程也使得柠檬种子被广泛地传播开来。那时柠檬还是主要被用作景观植物与药材。19世纪柠檬开始在佛罗里达州与和加利福尼亚州被大量种植。
1747年英国皇家海军外科医生詹姆斯·林德负责治疗患坏血病的海员，他的治疗方法中包括在食物中添加柠檬的果汁，但那时维生素C还尚未被发现。

### 现代生产
现今，柠檬的主要产地为印度、墨西哥、阿根廷、中国（其中四川省安岳縣佔全國產量的85%以上）与巴西，这些国家的总产量在2010年占全世界产量的一半以上。
| 印度 | 2,629,200   |
| 墨西哥 | 1,891,400   |
| 阿根廷 | 1,113,380   |
| 中国 | 1,058,105   |
| 巴西 | 1,020,350   |
| 美国 | 800,137     |
| 土耳其 | 787,063     |
| 伊朗 | 706,800F    |
| 西班牙 | 578,200F    |
| 義大利 | 522,377     |
| 世界 | 13,032,388F |
| 无符号 = 官方数据，F = FAO估计，A = 合并值（可能包括官方，半官方或估计值）； Source: Food And Agricultural Organization of United Nations: Economic And Social Department: The Statistical Division |             |

### 种植管理
柠檬需要在至少7摄氏度以上的温度下种植，因此在季风性温带气候下并不耐寒。柠檬树在生长过程中无需过度修剪，可在夏季切除顶芽以促进枝条茂密。

## 品种
- 邦尼布雷（Bonnie Brae）：果皮较薄，无籽，表皮光滑，形状呈椭圆体[10]，主要種植於美國聖地牙哥郡[11]。
- 灌木柠檬：移植生长于澳大利亚亚热带地区的柠檬品种，非常硬且皮厚，具有纯正的柠檬味，其果皮可以用于烹饪。在阳光充足的地区该品种的柠檬树可长至4米。
- 尤力克（Eureka，又称油力克、油利加）：温暖气候下全年持续开花结果，是超市里常见的柠檬品种[12]果顶有明显的凸尖，果皮较粗糙，间有纵棱，皮厚，果肉甚酸[2]。
- 费米耐罗圣特雷莎（Femminello或Sorrento）：原产于意大利，果皮中柠檬油的含量较高，是经常被用来制造柠檬酒的柠檬品种[13]。
- 粗皮柠檬（Jhambiri、rough lemon 或 bush lemon）：果皮粗糙，外表呈柠檬黄，且非常酸，在东亚主要被用于根砧木进行育种。
- 里斯本（Lisbon）：苦柠檬中品质较好的一种，汁水多且酸度高，与尤力克非常类似。该品种的柠檬树生长力旺盛且多产。果顶有较长的凸尖且常稍向一侧弯斜，果皮较光滑，果基也有较明显的颈部[2]。
- 中国柠檬（Meyer，又称北京柠檬、香柠檬、美华柠檬[2]）：柠檬与另某种柑橘类的杂交，英文名以美国农业部植物引种专家弗兰克·尼古拉斯·迈耶的名字命名，他在1908年首先发现了这一品种。果肉香气浓，成熟时表皮偏橘黄色，两端的凸尖相对短。与里斯本和尤力克两个品种相比，中国柠檬酸度更低、皮薄而光滑且更耐霜冻，但在运输途中需要更多的保护。
- 粗柠檬（Ponderosa lemon）：对低温较为敏感，果皮非常厚且体积大，有可能是枸橼与柠檬的杂交体。
- 红粉斑斓（Variegated Pink）：属于里斯本或者尤力克的变种品种，叶片呈杂色样，且未成熟时果皮呈绿色。当果实成熟时则变为黄色，果汁和果肉呈粉红色或桃色。
- 维尔托（Verna 或 Spanish lemon）：西班牙当地的变种，其来源不明。
- Yen Ben：来自澳大利亚的栽培变种[14]。

## 相近品種
同为柑橘属的萊姆（也称青柠）與檸檬兩者味道非常接近，是兩個不同的雜交種，果實的用途與植株生長特性相近，但萊姆的果皮呈綠色、薄而較光滑，果形短橢圓，果肉淡綠色，顆粒較小。檸檬果實的皮相較之下稍粗糙不平，果形長橢圓，果肉為淺黃色。檸檬、萊姆類之果實皆有芳香氣味，兩者果汁的檸檬酸含量相近。。
香水檸檬（孟加拉語：gondhoraj lebu）也較常用於飲品、食品製作中，黄色青色皆有，果肉近無色，長圓形，汁胞較細，基本無核，相比檸檬有更加明顯的苦味和酸味，香气也更为浓郁。一说为其可能是苦橙和枸橼的杂交，但目前尚无基因检测研究支持这一说法。

## 用途

### 营养价值
柠檬果实中约含5％的柠檬酸。每升柠檬汁中含 501.6 毫克的维生素C和49.88克的柠檬酸。
在亞洲，常見把檸檬與米醋結合，釀製成 檸檬醋。當檸檬經過米醋的長時間釀製，能夠將檸檬皮的健康成分完全分解出，不但能获取更多檸檬营养，更能幫助礦物質的吸收。

### 食用价值
檸檬由於酸味太重，很難直接食用，果实主要为榨汁用，有时也用做烹饪调料。
柠檬汁是调制鸡尾酒和制造饮料的重要原料，西方人吃鱼时常滴入柠檬汁以去除腥味。常見的含檸檬汁的飲料有：

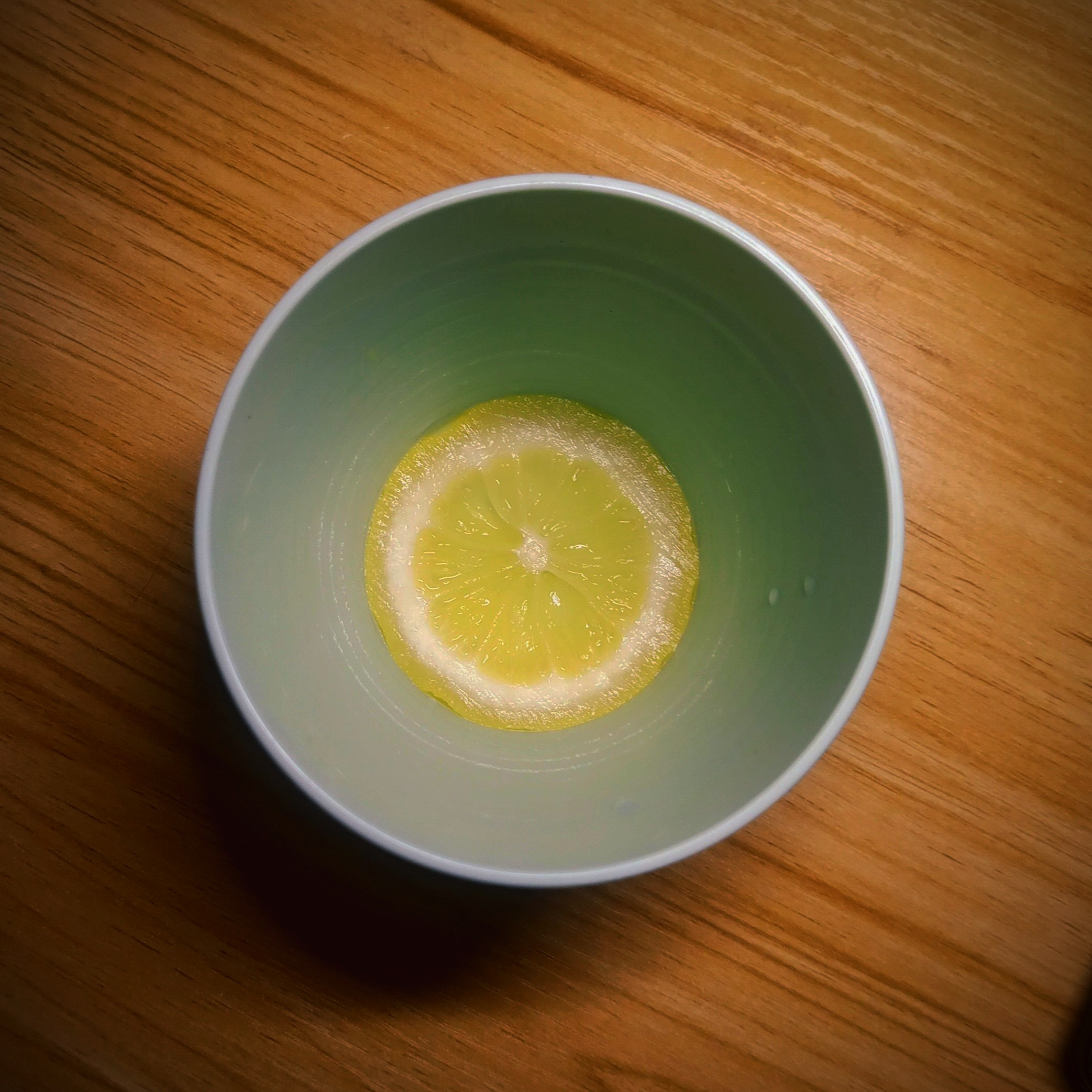
一片柠檬装在碗里
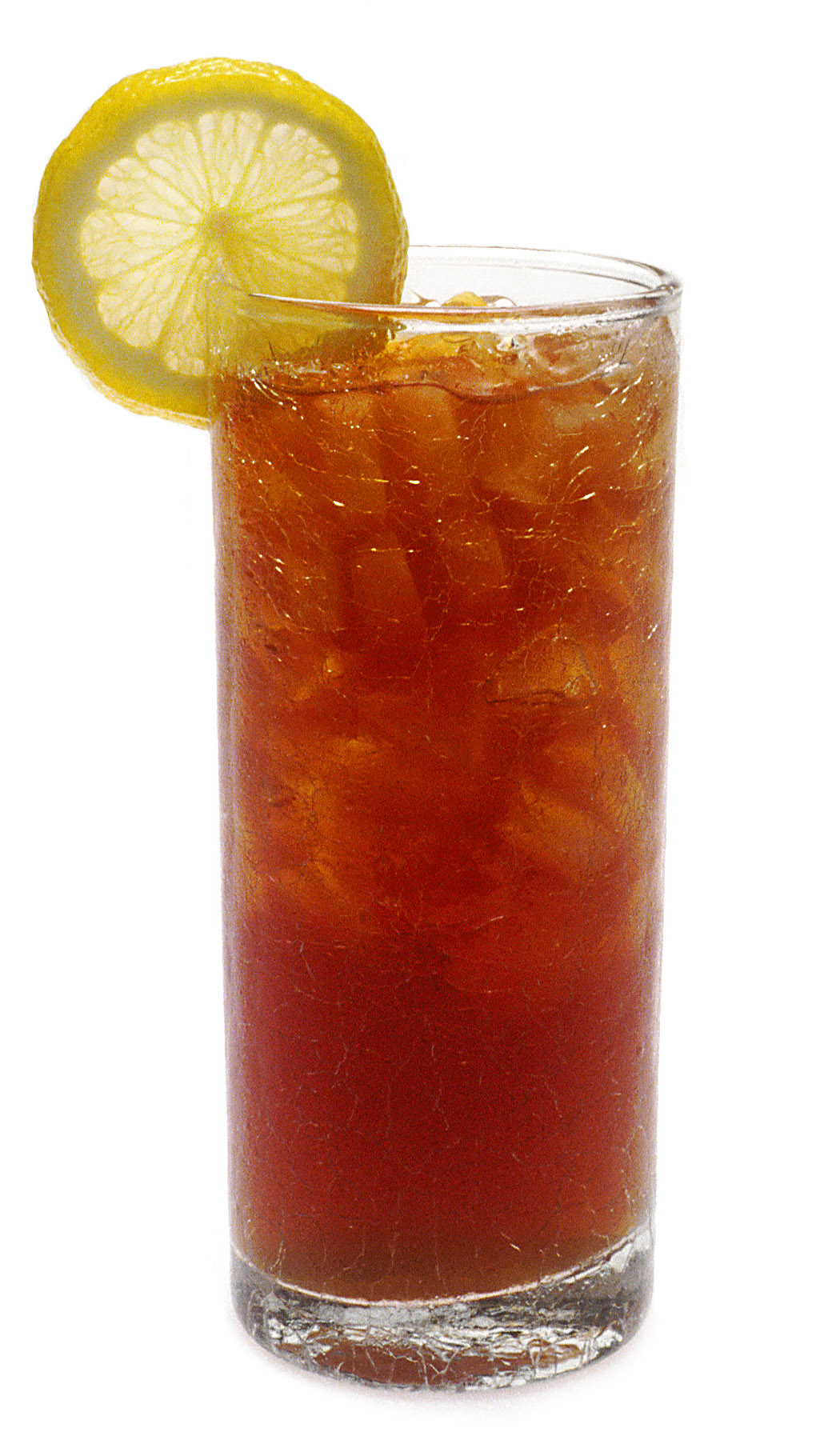
一杯英式柠檬茶

- 檸檬茶
- 檸檬水
- 柠檬苏打
- 檸檬可樂
- 檸檬咖啡
- 檸檬利賓納
- 檸檬蜂蜜
- 檸檬七喜

- 一片柠檬装在碗里
- 一杯英式柠檬茶

### 医用价值
柠檬由阿拉伯人带往欧洲，古希腊、古罗马的文献中均无记载，15世纪时才在意大利热那亚开始种植，1494年在亚速尔群岛出现，由于它富含维生素C，解决了西方人远程航海致命的问题——坏血病，英国海军曾用以补充维生素C。檸檬的維生素含量豐富，將檸檬切片或榨汁泡水喝，能防止或淡化皮膚色素沉澱，可以有美白潤膚的作用，
檸檬提煉出的精油可做為殺菌、收斂劑。增加身體對抗感染的抵抗力。對靜脈曲張、胃潰瘍、焦慮、憂鬱、消化問題有幫助。幫助乳化、分解油脂。可用於頭髮潤絲、清潔傷口，及一些清潔產品中。
多项研究表明，柑橘类水果还含有许多其他具有已知抗氧化、抗炎和抗菌特性的植物化合物。这些化合物可能在预防心脏病和某些类型的癌症，包括乳腺癌和结肠癌中发挥作用。

## 衍生詞
由於檸檬口味極為酸澀難以直接食用，因此在美國以「檸檬車」用來隱喻品質有問題的瑕疵汽車產品，並制定《檸檬法》以保障消費者的權益。而「食檸檬」在粵語中用來比喻遭人拒絕告白時的心情，尤以指男女關係時為甚。中國內地亦有網絡用語「檸檬精」，指妒忌心強的人，形容人酸溜溜的心理。